# تضامن
تضامن (به عربی: حی التضامن) یک منطقهٔ مسکونی در سوریه است که در دمشق واقع شده‌است. تضامن ۸۶٬۷۹۳ نفر جمعیت دارد.